# Gouvernement Godbout II
 (janvier 2025).
La mise en forme du texte ne suit pas les recommandations de Wikipédia : il faut le « wikifier ».
Les points d'amélioration suivants sont les cas les plus fréquents. Le détail des points à revoir est peut-être précisé sur la page de discussion.
- Les titres sont pré-formatés par le logiciel. Ils ne sont ni en capitales, ni en gras.
- Le texte ne doit pas être écrit en capitales (les noms de famille non plus), ni en gras, ni en italique, ni en « petit »…
- Le gras n'est utilisé que pour surligner le titre de l'article dans l'introduction, une seule fois.
- L'italique est rarement utilisé : mots en langue étrangère, titres d'œuvres, noms de bateaux, etc.
- Les citations ne sont pas en italique mais en corps de texte normal. Elles sont entourées par des guillemets français : « et ».
- Les listes à puces sont à éviter, des paragraphes rédigés étant largement préférés. Les tableaux sont à réserver à la présentation de données structurées (résultats, etc.).
- Les appels de note de bas de page (petits chiffres en exposant, introduits par l'outil «  Source ») sont à placer entre la fin de phrase et le point final[comme ça].
- Les liens internes (vers d'autres articles de Wikipédia) sont à choisir avec parcimonie. Créez des liens vers des articles approfondissant le sujet. Les termes génériques sans rapport avec le sujet sont à éviter, ainsi que les répétitions de liens vers un même terme.
- Les liens externes sont à placer uniquement dans une section « Liens externes », à la fin de l'article. Ces liens sont à choisir avec parcimonie suivant les règles définies. Si un lien sert de source à l'article, son insertion dans le texte est à faire par les notes de bas de page.
- La présentation des références doit suivre les conventions bibliographiques. Il est recommandé d'utiliser les modèles {{Ouvrage}}, {{Chapitre}}, {{Article}}, {{Lien web}} et/ou {{Bibliographie}}. Le mode d'édition visuel peut mettre en forme automatiquement les références.
- Insérer une infobox (cadre d'informations à droite) n'est pas obligatoire pour parachever la mise en page.

Pour une aide détaillée, merci de consulter Aide:Wikification.
Si vous pensez que ces points ont été résolus, vous pouvez retirer ce bandeau et améliorer la mise en forme d'un autre article.
| Gouvernement Duplessis (1er) | Gouvernement Duplessis (1er) | Gouvernement Godbout (2e) | Gouvernement Godbout (2e) | Gouvernement Godbout (2e) | Gouvernement Godbout (2e) | Gouvernement Godbout (2e) | Gouvernement Godbout (2e) | Gouvernement Godbout (2e) | Gouvernement Godbout (2e) | Gouvernement Godbout (2e) | Gouvernement Godbout (2e) | Gouvernement Duplessis (2e) | Gouvernement Duplessis (2e) |
| 20e législature              | 20e législature              | 21e législature           | 21e législature           | 21e législature           | 21e législature           | 21e législature           | 21e législature           | 21e législature           | 21e législature           | 21e législature           | 21e législature           | 22e législature             | 22e législature             |
| 1938                         | 1939                         | 1939                      | 1940                      | 1940                      | 1941                      | 1941                      | 1942                      | 1942                      | 1943                      | 1943                      | 1944                      | 1944                        | 1945                        |

Le mandat du deuxième gouvernement d'Adélard Godbout, devenu premier ministre du Québec à la suite de la victoire du Parti libéral aux élections générales du 25 octobre 1939, s'étendit du 8 novembre 1939 au 30 août 1944. Il avait auparavant obtenu un premier mandat, de juin à août 1936.

## Caractéristiques
Le gouvernement Godbout préfigure à bien des égards la Révolution tranquille des années 1960 et tranche avec les gouvernements précédents par ses réformes profondes. Dès 1940, il fait adopter une loi donnant le droit de vote aux femmes et ce, malgré l'opposition du clergé. En 1943, il rend la fréquentation scolaire obligatoire pour les jeunes de 6 à 14 ans. En 1944, il nationalise la Montreal Light, Heat and Power et fonde Hydro-Québec. Il fait également adopter un code du travail reconnaissant les syndicats et crée un Conseil d'orientation économique et un Conseil d'études sur l'assurance-santé.
Cependant Maurice Duplessis et les francophones plus nationalistes sont déçus par son attitude dans la défense des intérêts du Québec à l'égard du fédéral; Duplessis est convaincu que le fédéral ne rendra pas les droits du Québec à la fin de la guerre et l'avenir lui donnera raison. Ainsi, Godbout fait transférer à Ottawa sans protester la perception de l'impôt provincial et la taxe sur les corporations qu'il croit temporaire. La crise de la conscription lui met à dos une bonne partie des nationalistes qui transfèrent leurs votes vers l'Union nationale ou le Bloc populaire aux élections de 1944.

## Chronologie
- 8 novembre 1939: assermentation du cabinet Godbout devant le lieutenant-gouverneur, Ésioff-Léon Patenaude.

- 9 décembre 1939: Adoption de la devise Je me souviens et des armoiries encore utilisées aujourd'hui, contenant cette devise.

- 20 février 1940: le discours du Trône annonce qu'une loi sera adoptée, octroyant le droit de vote aux femmes.

- 11 avril 1940: malgré l'opposition du clergé québécois, la loi sur le suffrage féminin est adoptée par 67 voix contre 9.

- 13 mai 1940: le premier ministre du Québec, Adélard Godbout, écrit au premier ministre du Canada, pour signifier l'accord du gouvernement du Québec à une modification constitutionnelle qui transfèrera la responsabilité de l'assurance chômage au Parlement fédéral.
- 16 mai 1940: le rapport de la commission Rowell-Sirois sur les relations fédérales-provinciales est rendu public. Ottawa doit assumer entièrement la responsabilité des secours au chômage; les provinces doivent renoncer aux taxes sur les revenus, les successions et les corporations; Ottawa a juridiction sur l'assurance-chômage.

- 18 septembre 1940: la route reliant Mont-Laurier à l'Abitibi est inaugurée.
- 16 octobre 1940: création du département (ministère) de la santé et du bien-être social.
- janvier 1941: conférence fédérale-provinciale sur le rapport Rowell-Sirois. Il n'y a que Mitchell Hepburn de l'Ontario pour s'opposer à ce qu'il soit entériné.

- 24 février 1942: le discours du Trône de la troisième session de la 21e législature annonce le transfert au fédéral de la perception de l'impôt sur le revenu et les taxes sur les corporations.

- 27 avril 1942: plébiscite pan-canadien sur la conscription. À la question « Consentez-vous à libérer le Gouvernement de toute obligation résultant d'engagements antérieurs restreignant les méthodes de mobilisation pour le service militaire? », le Canada vote Oui à 64 % mais le Québec vote Non à 72 %.
- 29 mai 1942: Adoption au Parlement du Québec de la Loi instituant le Conservatoire de musique et d'art dramatique du Québec.
- 23 février 1943: début de la quatrième session de la 21e législature. On y annonce l'instruction obligatoire pour les enfants de 6 à 14 ans et l'étatisation de l'électricité dans la région de l'Outaouais.

- 19 mars 1943: Une motion présentée par René Chaloult et adoptée à l'unanimité se prononce contre l'instauration d'une conscription outre-mer.
- 26 mai 1943 : adoption de la loi sur la fréquentation scolaire obligatoire

- 8 octobre 1943: Adélard Godbout annonce la prochaine nationalisation de la Montreal Light, Heat and Power.

- 18 janvier 1944: inauguration de la cinquième session de la 21e législature. La principale mesure annoncée est la création d'une Hydro-Québec.

- 3 février 1944: André Laurendeau devient le chef du Bloc populaire canadien à Québec. Ce parti, qui présente des candidats tant au fédéral qu'au provincial, préconise la neutralité du Canada lorsque ses intérêts ne sont pas directement en jeu.

- 4 avril 1944: T.-D. Bouchard devient le premier président d'Hydro-Québec.

- 14 avril 1944: Philippe Hamel critique le remboursement fait à la Montreal Light, Heat and Power. Selon lui, la nationalisation de l'électricité ne devrait pas se limiter à la région de Montréal, mais s'étendre à tout le Québec.

- 17 mai 1944: dépôt d'une premier projet de loi sur la protection de l'enfance (lequel ne sera pas adopté)[2].

- 8 août 1944: le Parti libéral d'Adélard Godbout est défait aux élections générales avec 37 candidats d'élus contre 48 unionistes, 4 bloquistes (BPC) et 2 indépendants. Il a cependant plus obtenu de votes que l'Union nationale (39,5 % contre 35,8 %).

## Composition

### 1939 à 1942
Assermentation le 8 novembre 1939 : 

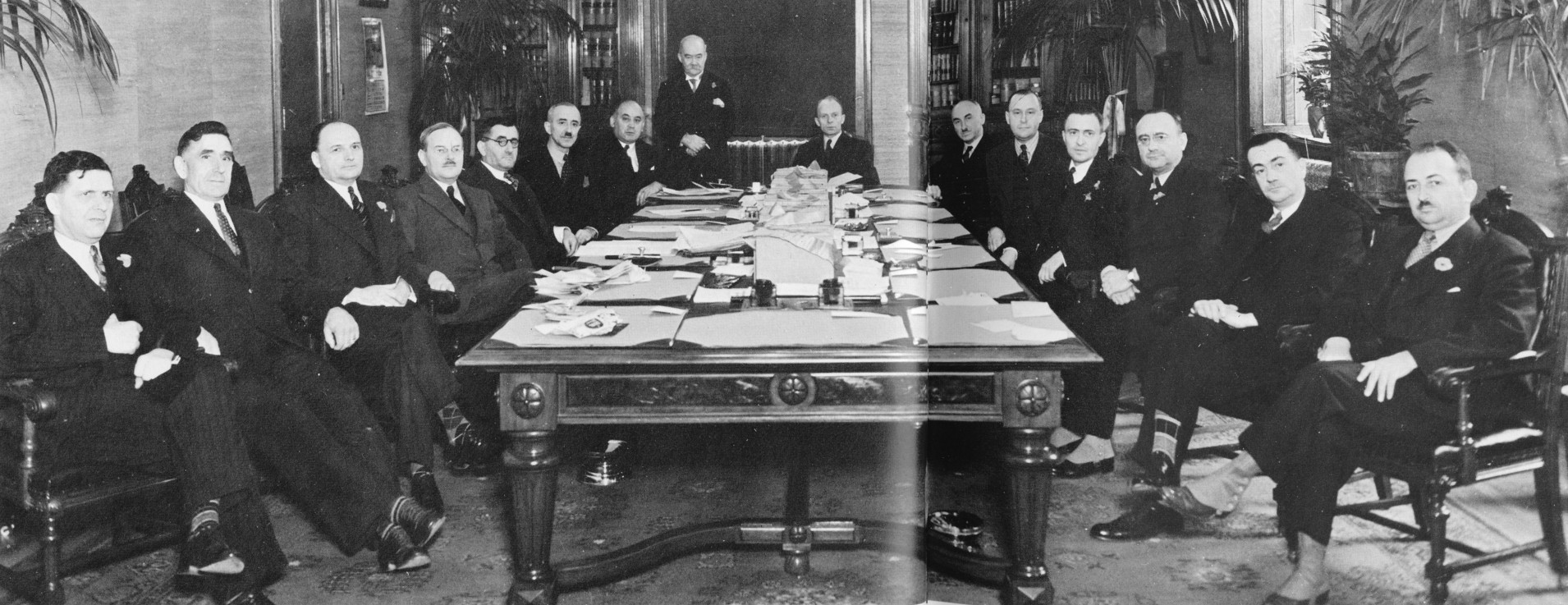
Gouvernement Adélard Godbout, le 10 novembre 1939. De gauche à droite : Wilfrid Hamel, L.-J. Thisdel, Frank Connors, Edgar Rochette, Oscar Drouin, Wilfrid Girouard, T.-D. Bouchard, Alfred Morisset (greffier du conseil exécutif, debout), Adélard Godbout (assis au centre), Arthur Mathewson, P.-É. Côté, Léon Casgrain, Cléophas Bastien, Henri Groulx, G.-É. Dansereau.

- Adélard Godbout : premier ministre, ministre de l'Agriculture et de la Colonisation
- James Arthur Mathewson: trésorier provincial
- Henri Groulx : secrétaire provincial, ministre de l'Hygiène
- Wilfrid Girouard : procureur général
- Pierre-Émile Côté : ministre des Terres et Forêts, ministre de la Chasse et des Pêches
- Télesphore-Damien Bouchard: ministre des Travaux publics, ministre de la Voirie
- Edgar Rochette : ministre du Travail, ministre des Mines et des Pêcheries
- Oscar Drouin: ministre des Affaires municipales, de l'Industrie et du Commerce
- Léon Casgrain : ministre sans portefeuille
- Cléophas Bastien : ministre sans portefeuille
- Louis-Joseph Thisdel : ministre sans portefeuille
- Georges-Étienne Dansereau : ministre sans portefeuille
- Frank Connors : ministre sans portefeuille
- Wilfrid Hamel : ministre sans portefeuille

Nomination le 19 février 1940 :
- François-Philippe Brais : ministre sans portefeuille (Leader du gouvernement au conseil législatif.)

Remaniement le 16 octobre 1940:
- Hector Perrier : secrétaire provincial
- Henri Groulx : ministre de la Santé, ministre du Bien-être social

Remaniement le 13 mai 1941 :
- Henri Groulx : ministre de la Santé et du Bien-être social (Réunion des deux ministères en un seul.)
- Pierre-Émile Côté : ministre des Terres et Forêts, ministre de la Chasse et de la Pêche
- Edgar Rochette : ministre du Travail, ministre des Mines et des Pêcheries maritimes

Remaniement le 10 juin 1942 :
- Léon Casgrain : procureur général (Succède à ce dernier poste à Wilfrid Girouard, nommé juge le 8 mai 1942.)

Remaniement le 5 novembre 1942 :
- Wilfrid Hamel : ministre des Terres et Forêts (Succède à Pierre-Émile Côté, qui a été nommé juge le 1er octobre 1942.)
- Valmore Bienvenue : ministre de la Chasse et de la Pêche (Succède à Pierre-Émile Côté à cet autre ministère.)
- Georges-Étienne Dansereau : ministre des Travaux publics
- Cléophas Bastien : ministre de la Colonisation
- Perreault Casgrain : ministre sans portefeuille
- Henri Renault : ministre sans portefeuille

### 1942 à 1944
Après le remaniement du 5 novembre 1942
- Adélard Godbout : premier ministre, ministre de l'Agriculture
- James Arthur Mathewson : trésorier provincial
- Hector Perrier : secrétaire provincial
- Léon Casgrain : procureur général
- Cléophas Bastien : ministre de la Colonisation
- Edgar Rochette : ministre des Mines et des Pêcheries maritimes, ministre du Travail (Démissionne le 21 juin 1944, nommé juge.)
- Valmore Bienvenue : ministre de la Chasse et de la Pêche
- Georges-Étienne Dansereau : ministre des Travaux publics
- Wilfrid Hamel : ministre des Terres et Forêts
- Télesphore-Damien Bouchard : ministre de la Voirie
- Oscar Drouin : ministre des Affaires municipales, ministre de l'Industrie et du Commerce
- Henri Groulx : ministre de la Santé
- Louis-Joseph Thisdel : ministre sans portefeuille (Décède le 9 février 1943.)
- François-Philippe Brais : ministre sans portefeuille (Leader du gouvernement au conseil législatif.)
- Perreault Casgrain : ministre sans portefeuille
- Henri Renault : ministre sans portefeuille

Remaniement le 12 février 1943 :
- Adélard Godbout : premier ministre, ministre de l'Agriculture, ministre de la Colonisation (Reprend ce dernier poste à la suite du décès de Cléophas Bastien, survenu le 10 février 1943.)

Remaniement le 15 mars 1944 :
- Georges-Étienne Dansereau : ministre des Travaux publics, ministre de la Voirie (Succède à ce dernier poste à Télesphore-Damien Bouchard, qui a démissionné le 6 mars 1944 et a été nommé sénateur.)

Remaniement le 1er avril 1943 :
- Oscar Drouin : ministre des Affaires municipales, ministre de l'Industrie et du Commerce (Scission de ces deux ministères.)

Nominations le 21 juin 1944 :
- Joseph-Achille Francoeur : ministre sans portefeuille
- Maurice Gingues : ministre sans portefeuille

Remaniement le 29 juin 1944 :
- Henri Renault : ministre des Affaires municipales, ministre de l'Industrie et du Commerce (Succède à Oscar Drouin, nommé président de la Commission municipale.)